# 尼瑞摩珠那胜
尼瑞摩珠那胜（?—?），公元6世纪后期的龟兹（今新疆维吾尔自治区库车县）国王。
尼瑞摩珠那胜之前晋朝时的龟兹王，和后来隋唐时的龟兹王，都有汉姓白姓，史书没有记载尼瑞摩珠那胜的汉姓汉名。521年，尼瑞摩珠那胜遣使奉表，取道益州，入贡南梁，朝见梁武帝。他是率先通使江东的西域国君之一。尼瑞摩珠那胜于518年及522年向北魏朝贡，朝见魏孝明帝。